# Greg Jagenburg
Gregory Jagenburg-detto Greg- (1957) è un ex nuotatore statunitense.

## Carriera
Specializzato nella farfalla, vinse due titoli mondiali (100m farfalla e 4x100m misti) ai campionati mondiali di Cali 1975.

## Palmarès
- Mondiali

Cali 1975: oro nei 100m farfalla e nella staffetta 4x100m misti.
Berlino 1978: argento nei 100m farfalla.
- Giochi Panamericani

Città del Messico 1975: oro nei 200m farfalla e argento nei 100m farfalla.